# Weilburg
Weilburg is een gemeente in de Duitse deelstaat Hessen, gelegen in de Landkreis Limburg-Weilburg. De stad telt 12.955 inwoners.

## Geografie
Weilburg heeft een oppervlakte van 57,45 km² en ligt in het centrum van Duitsland, iets ten westen van het geografisch middelpunt.
Weilburg ligt langs de oever van de Lahn. De meander van de Lahn rond Weilburg wordt afgesneden door de Weilburger Schiffstunnel, de enige scheepvaarttunnel in Duitsland, die niet meer door het commerciële scheepvaartverkeer wordt gebruikt en nog enkel door kanovaarders en andere watersporters.

## Stadsdelen
De stad Weilburg heeft 11 stadsdelen:
- Ahausen
- Bermbach
- Drommershausen
- Gaudernbach
- Hasselbach
- Hirschhausen
- Kirschhofen
- Kubach
- Odersbach
- Waldhausen
- Weilburg (Centrum)

## Nassau-Weilburg
Weilburg is eeuwenlang de residentie geweest van de adellijke tak van het Huis Nassau waaruit de regerende groothertogelijke familie van Luxemburg is voortgekomen.

## Partnersteden
- Colmar-Berg (Luxemburg)
- Kežmarok (Slowakije)
- Reykjavik IJsland
- Zevenaar (Nederland)

## Geboren in Weilburg of daar woonachtig geweest
- Koenraad I van Franken (881 - Weilburg, 23 december 918), koning van Oost-Francië
- Karel Christiaan van Nassau-Weilburg (16 januari 1735), vorst
- Heinrich von Gagern (Bayreuth, 20 augustus 1799 - Darmstadt, 22 mei 1880), Duits liberaal staatsman

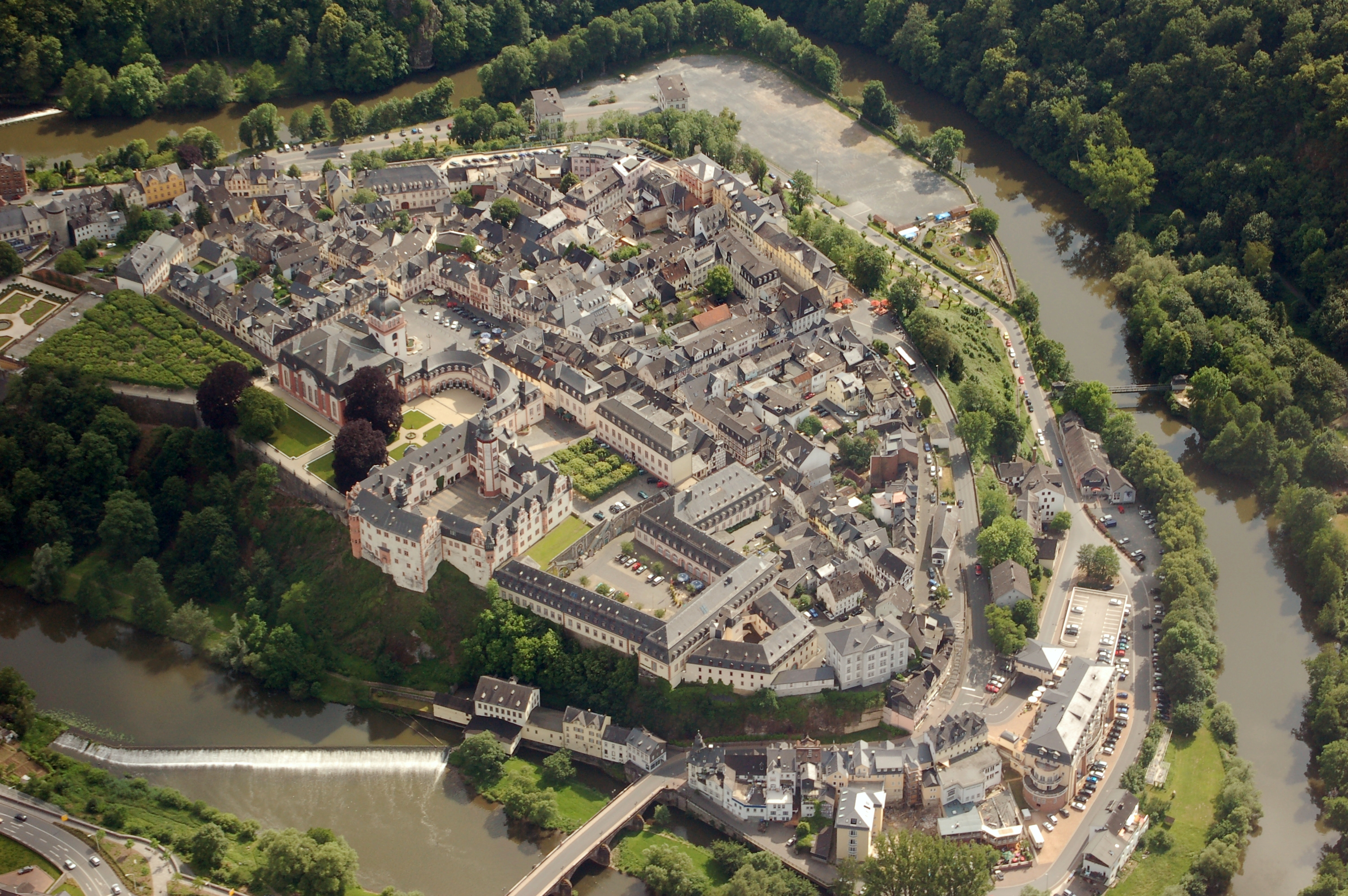
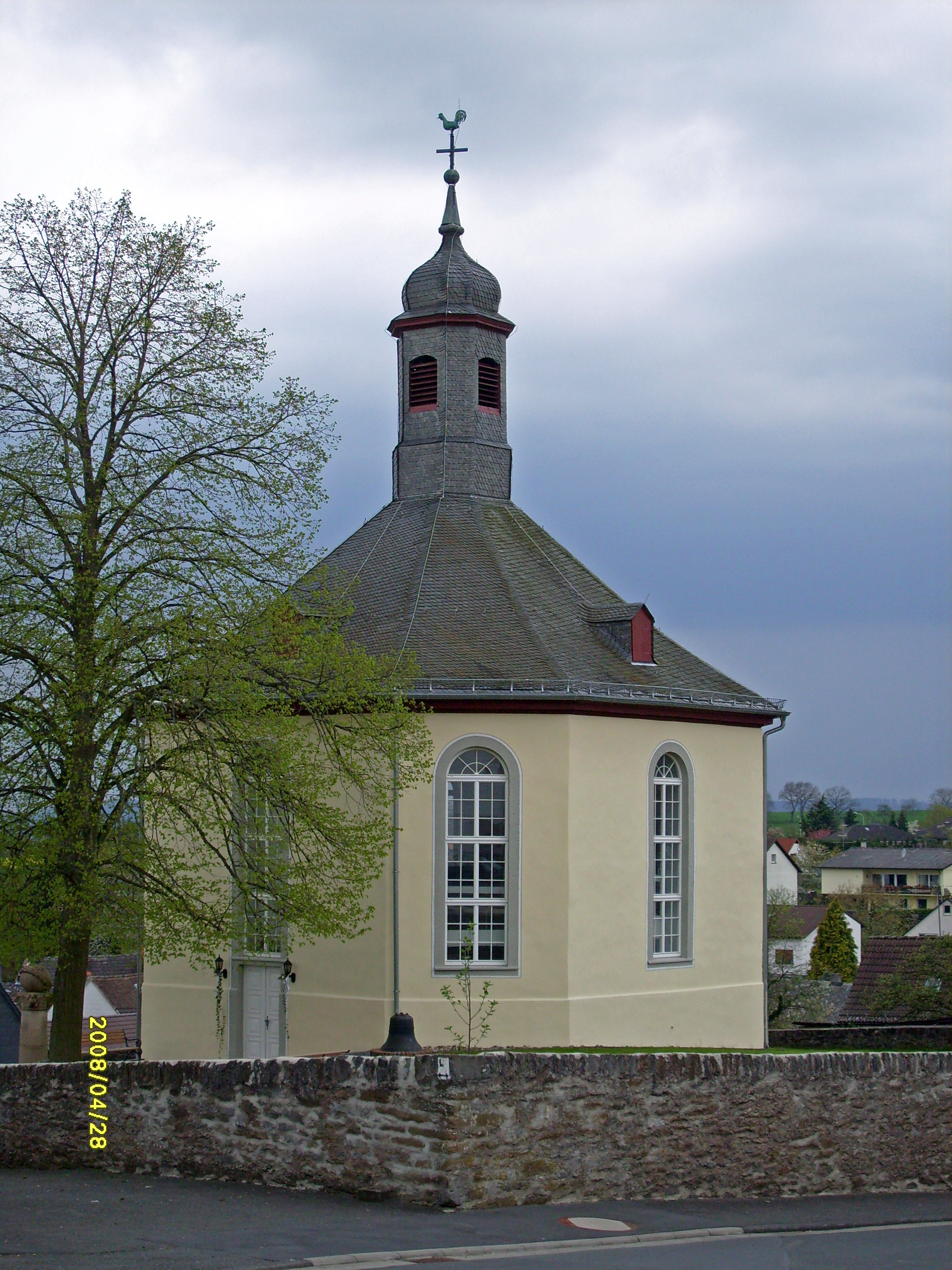
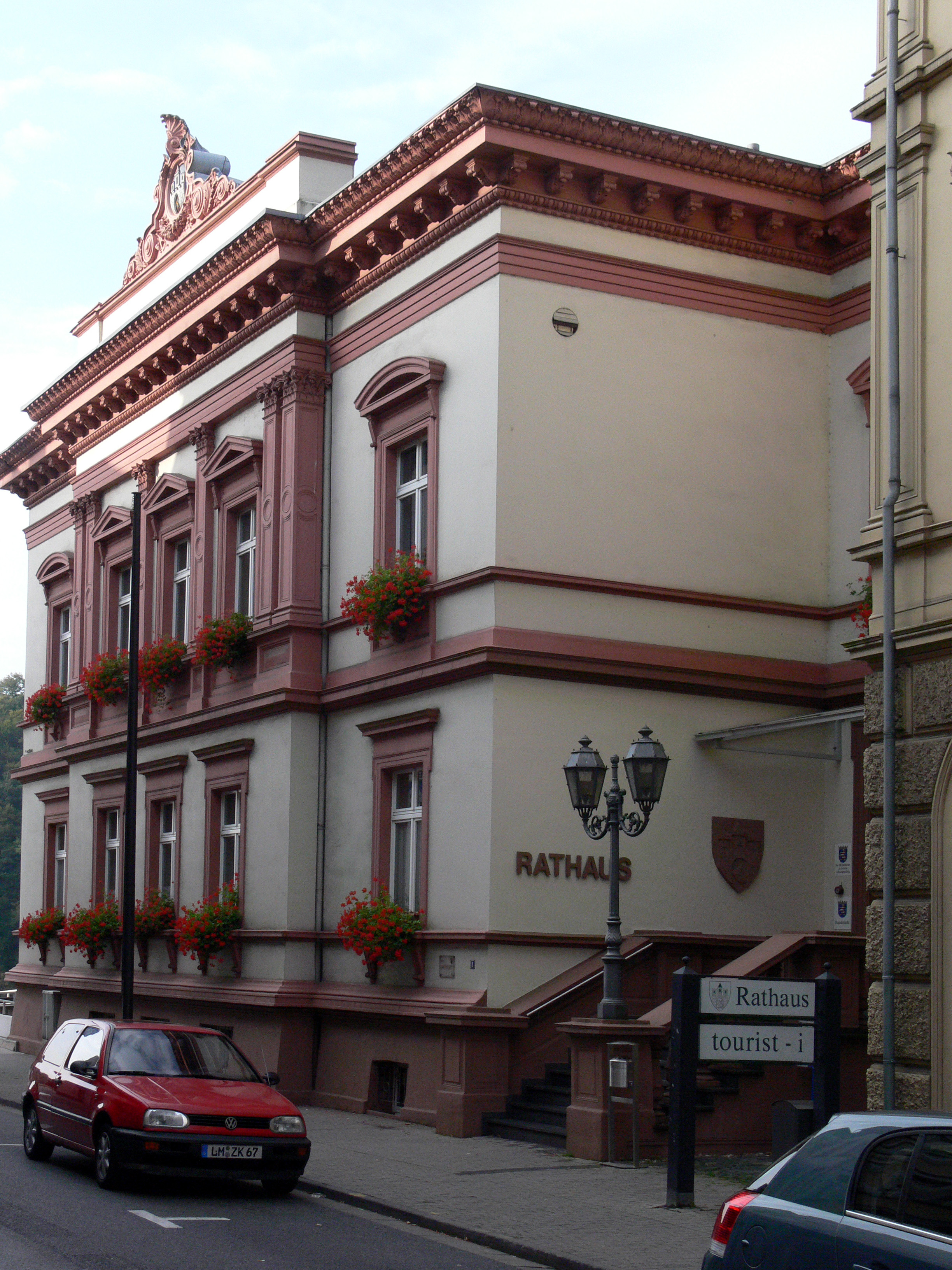
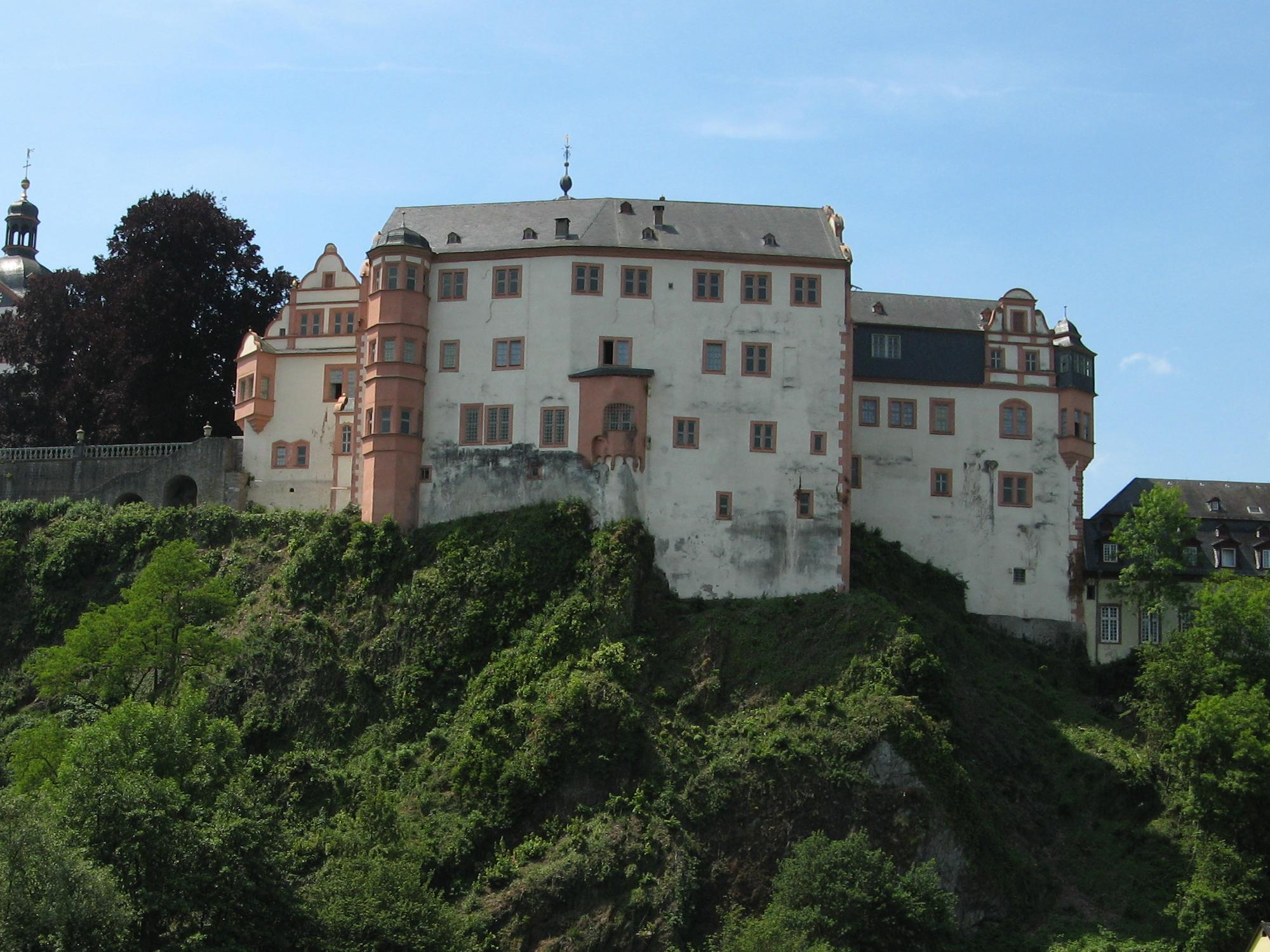
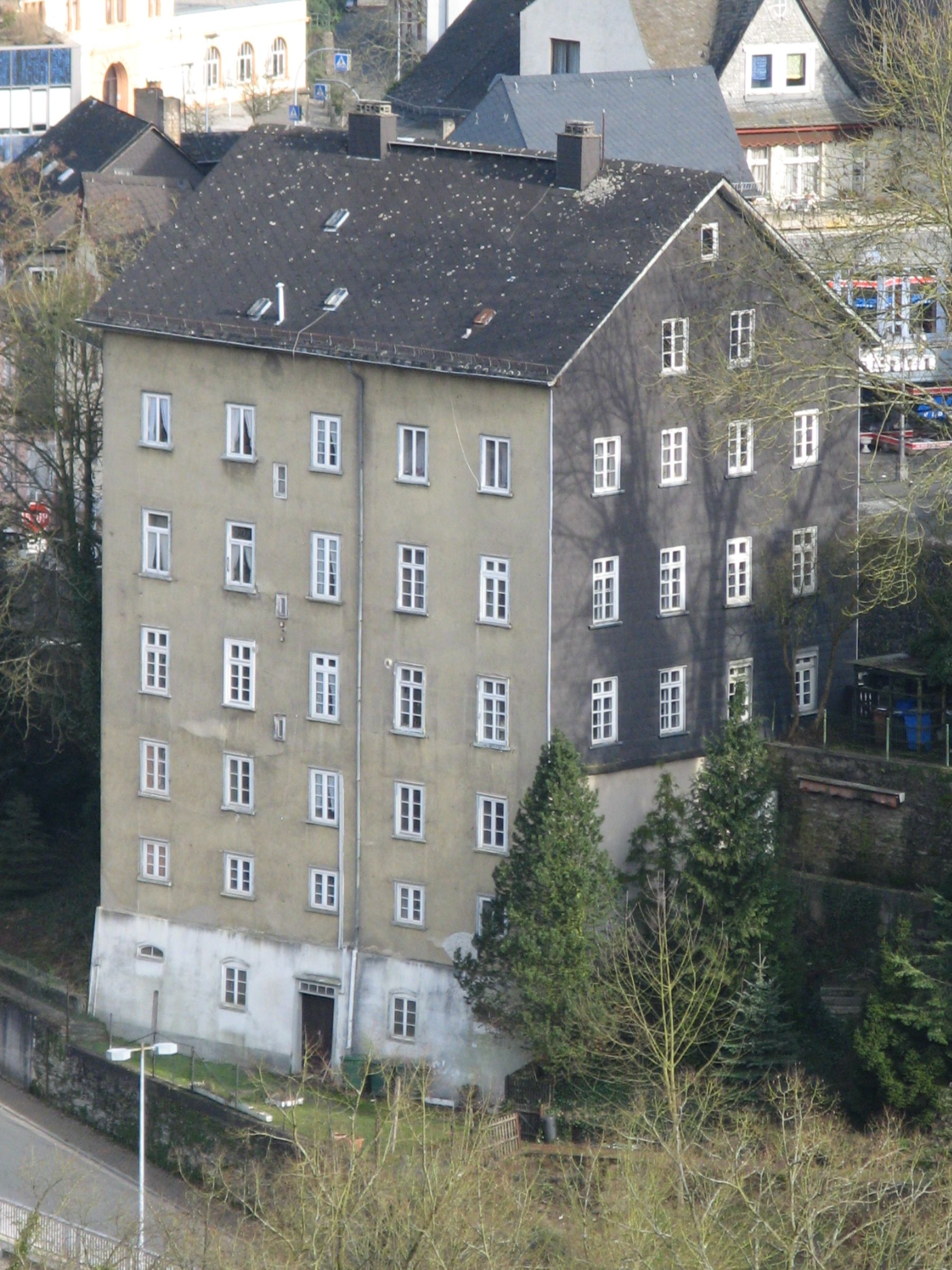
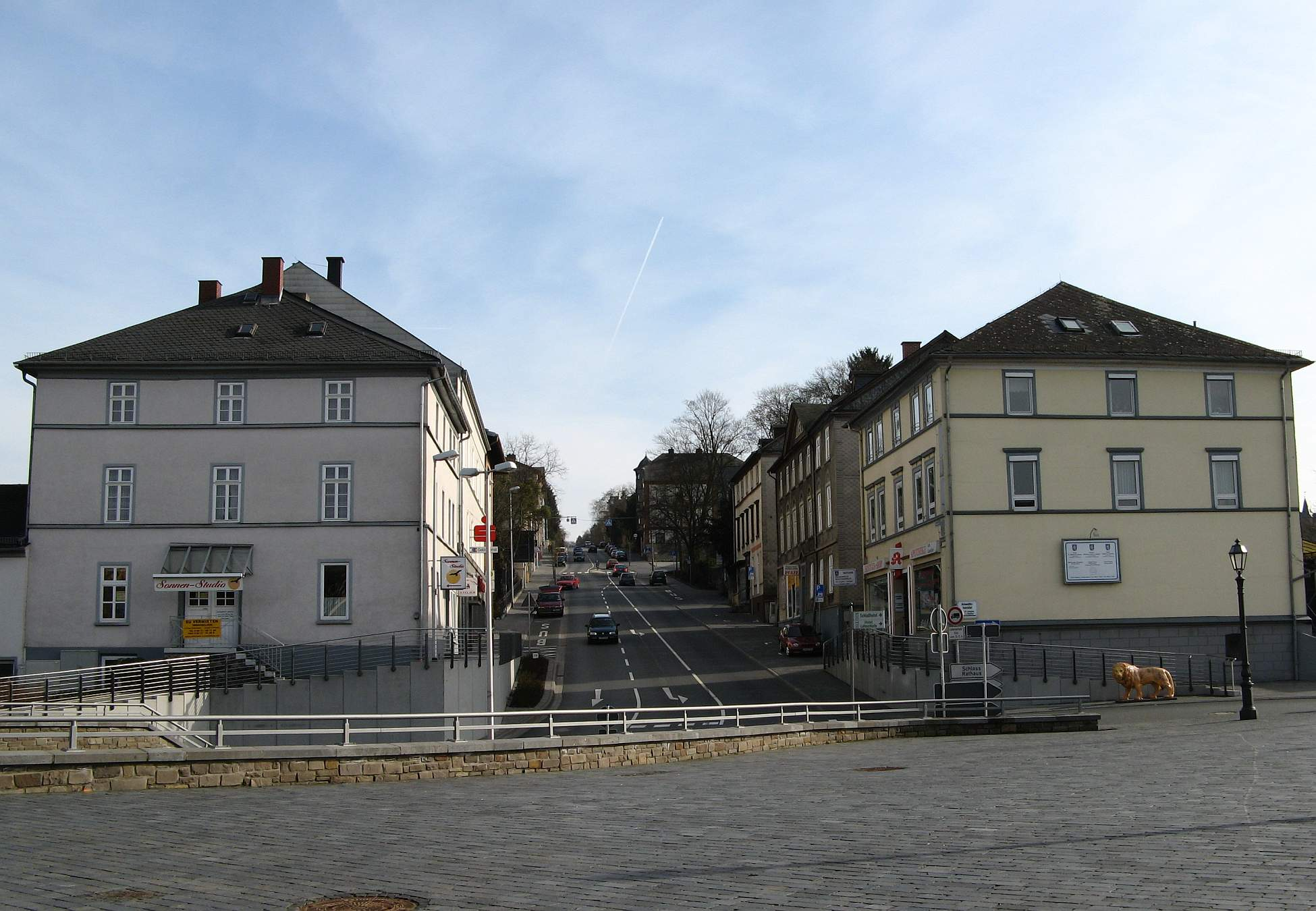
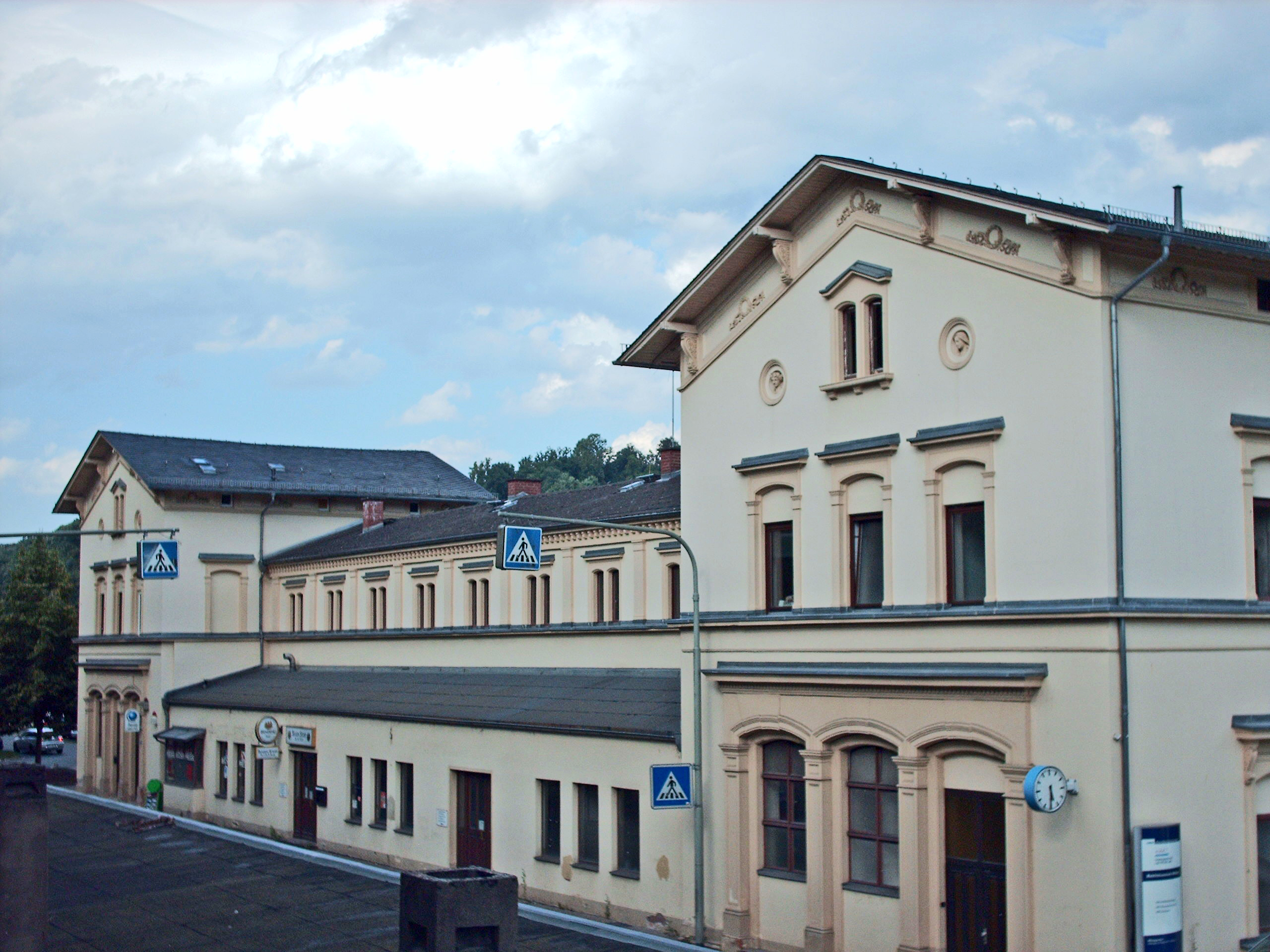
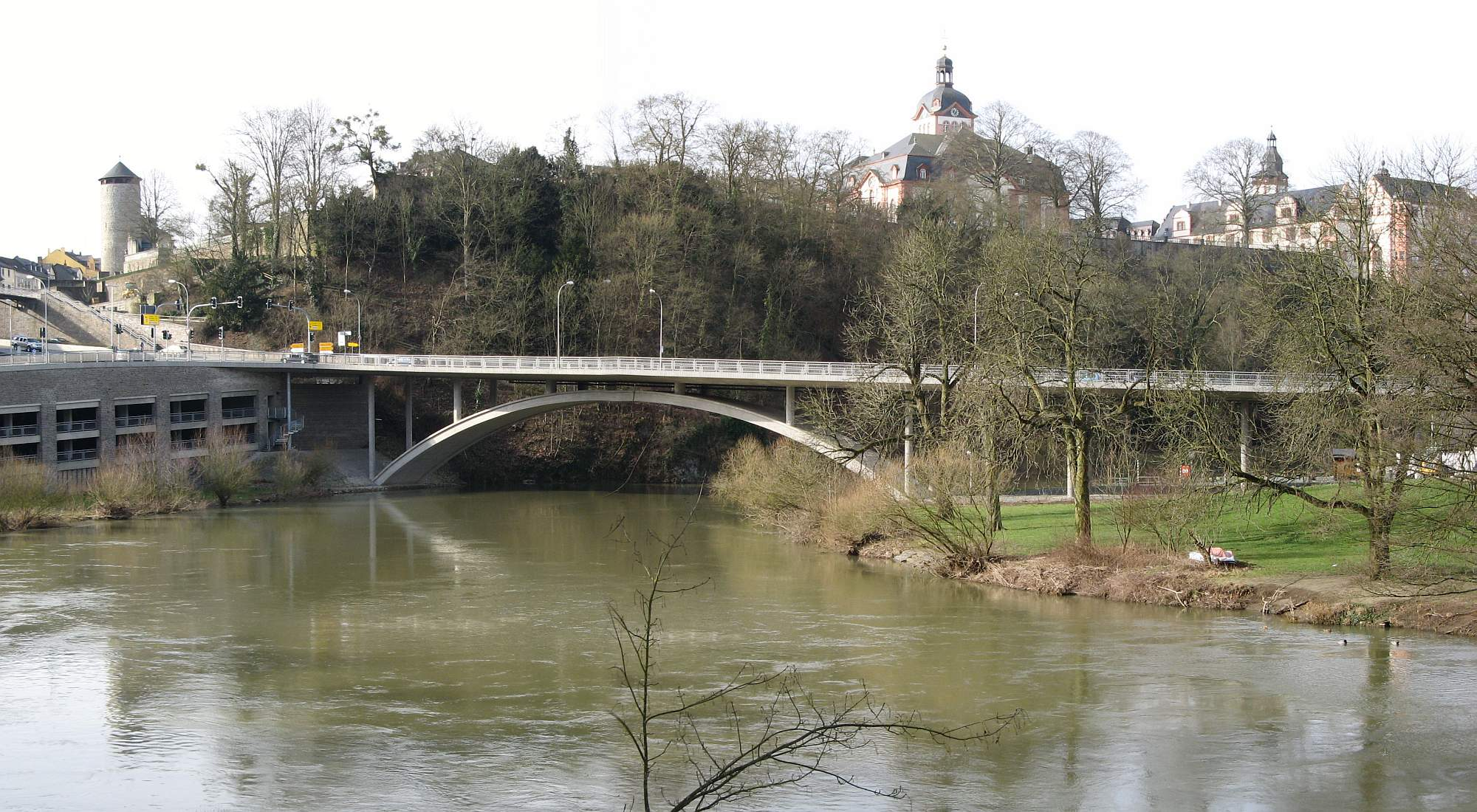
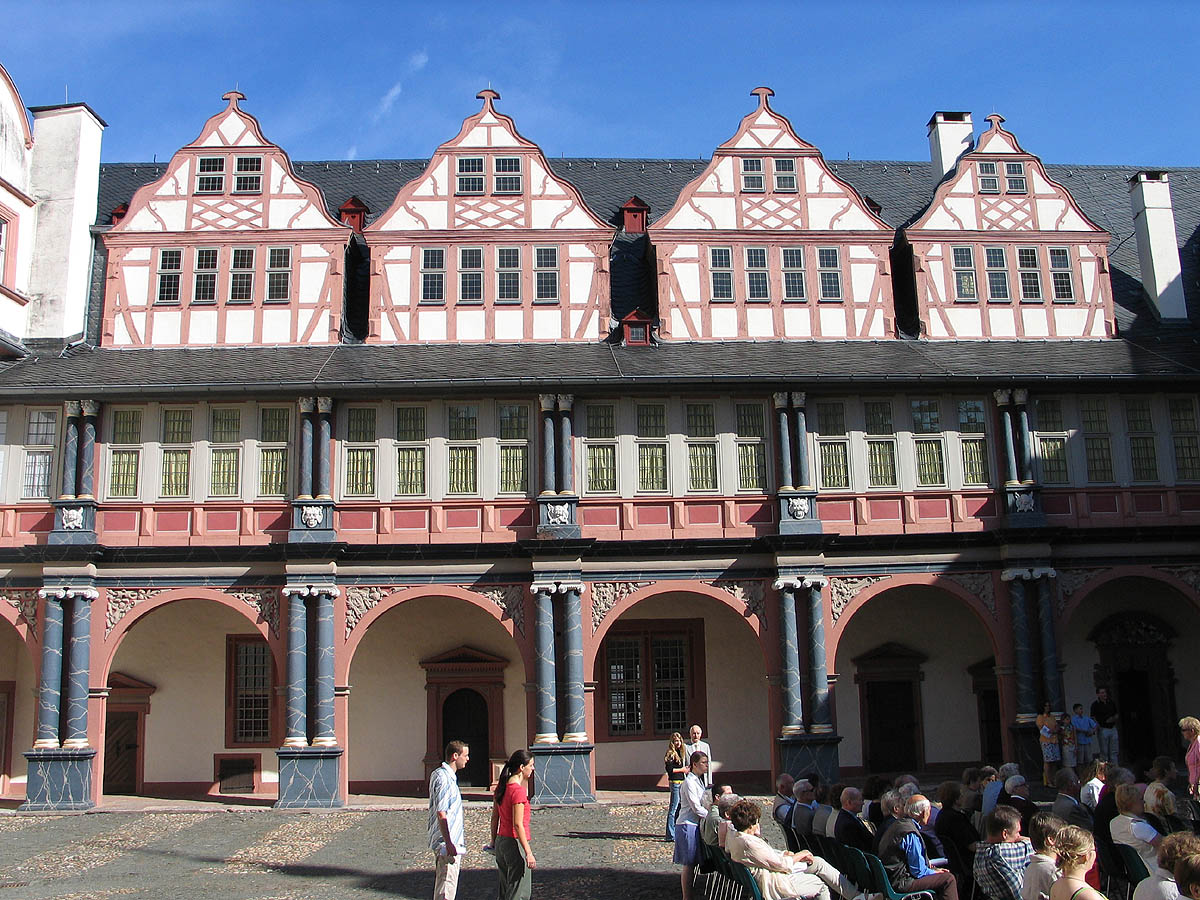

Bad Camberg ·
Beselich ·
Brechen ·
Dornburg ·
Elbtal ·
Elz ·
Hadamar ·
Hünfelden ·
Limburg a.d. Lahn ·
Löhnberg ·
Mengerskirchen ·
Merenberg ·
Runkel ·
Selters (Taunus) ·
Villmar ·
Waldbrunn (Westerwald) ·
Weilburg ·
Weilmünster ·
Weinbach